# Sunderbani
Sunderbani é uma cidade localizada no distrito de Rajauri, no estado indiano de Jammu e Caxemira.

## Demografia
Segundo o censo de 2001, Sunderbani tinha uma população de 4657 habitantes. Os indivíduos do sexo masculino constituem 66% da população e os do sexo feminino 34%. Sunderbani tem uma taxa de literacia de 84%, superior à média nacional de 59,5%: a literacia no sexo masculino é de 88% e no sexo feminino é de 77%. Em Sunderbani, 9% da população está abaixo dos 6 anos de idade.